# Dylan Budge
Dylan Evers Budge (nacido el 11 de septiembre de 1995) es un jugador de críquet escocés, ganador del premio al Jugador de críquet del año de Wisden Schools en 2015. En junio de 2019, Budge fue seleccionado para representar a Escocia A en su gira a Irlanda para interpretar a los Lobos de Irlanda. En octubre de 2019, Budge se agregó al equipo de Escocia antes de los partidos de playoffs en el torneo clasificatorio para la Copa del Mundo ICC T20 2019 en los Emiratos Árabes Unidos.

## Primeros años y carrera
En julio de 2019, fue seleccionado para jugar con los Edinburgh Rocks en la edición inaugural del torneo de cricket Euro Twenty20 Slam. El 10 de junio de 2018, Budge hizo su debut en One Day International con Escocia contra Inglaterra. Hizo su debut en Twenty20 International (T20I) con Escocia contra Pakistán el 12 de junio de 2018. En octubre de 2019, fue agregado al equipo de Escocia antes de los partidos de playoffs en el torneo clasificatorio para la Copa del Mundo ICC Twenty20 de 2019 en los Emiratos Árabes Unidos.

## Premios
Jugador de críquet del año de Wisden Schools en 2015.